# Gefle Weckoblad

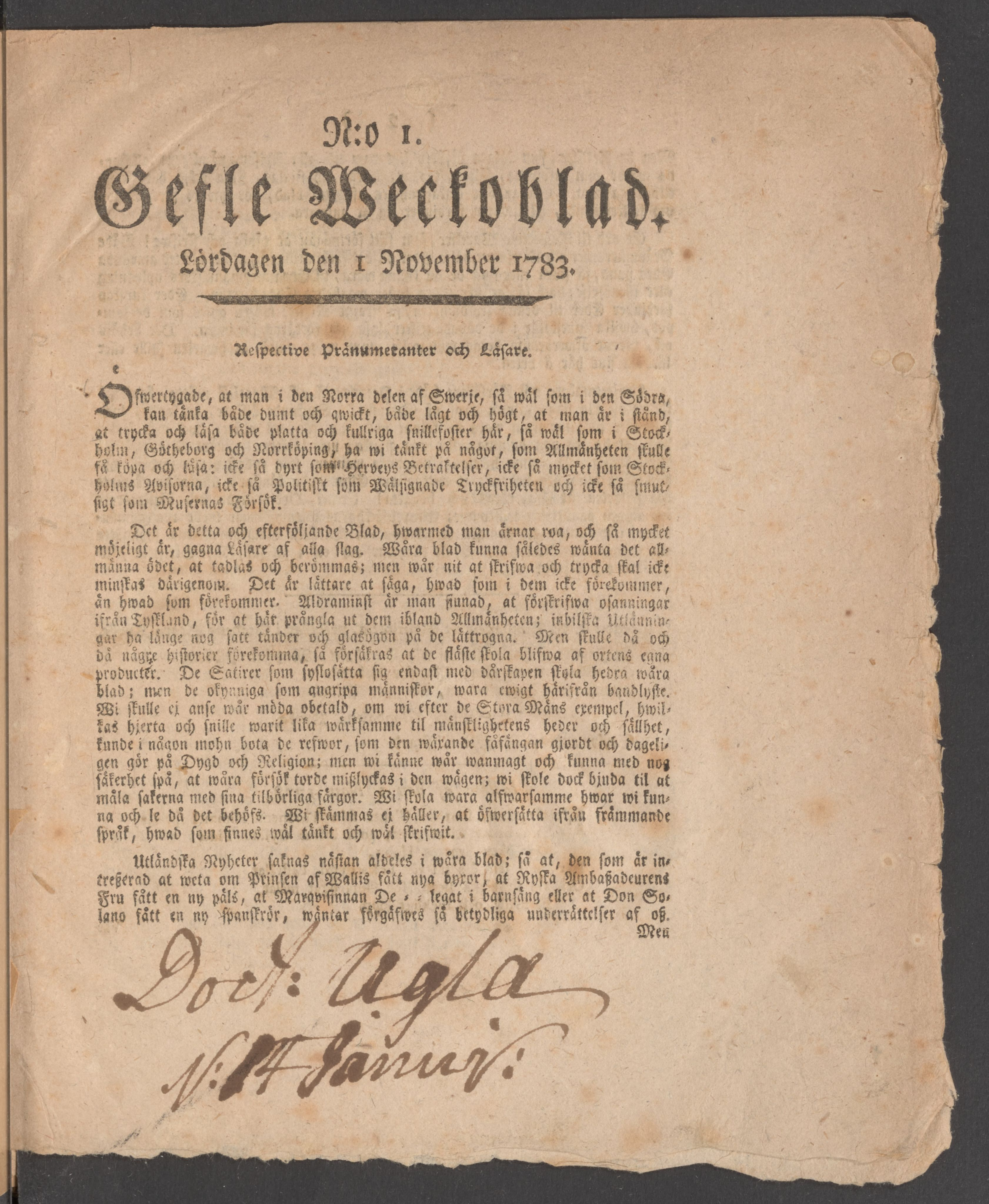
Första numret av Gefle Weckoblad.

Gefle weckoblad var eventuellt den första tidningen i Norrland och Gävleborgs län (vilket vid tidningens grundande omfattade landskapen Gästrikland, Hälsingland och Härjedalen). Tidningen utgavs i Gävle. Tidningen genomgick ett antal namnbyten under sin existens 1783-1847:
- Gefle weckoblad 1 november 1783 - 23 oktober 1784
- Weckoblad för Gefleborgs län 30 oktober 1784 - 11 juni 1785 och 1 juli 1786 - 29 juni 1805
- Gefleborgs läns weckoblad 6 juli 1805 - 5 mars 1815
- Weckotidning från Gefle 10 mars 1815 - 12 september 1815
- Gefleborgs läns weckoblad 16 december 1815 - 30 december 1815
- Weckoblad från Gefle 5 januari 1816 - 24 december 1829
- Gefle weckoblad 2 januari 1830 - 24 december 1835
- Gefleborgs läns tidning 9 januari 1836 - 1 december 1846 och 30 januari 1847 - 22 december 1847